# American Hockey League 1953-1954
La stagione 1953-1954 è stata la 18ª edizione della American Hockey League, la più importante lega minore nordamericana di hockey su ghiaccio. Da qui e per le cinque stagioni successive il campionato scese fino al minimo di 6 formazioni iscritte. La stagione vide al via sei formazioni e al termine dei playoff i Cleveland Barons conquistarono la loro settima Calder Cup sconfiggendo gli Hershey Bears 4-2.

## Modifiche
- Si sciolsero i St. Louis Flyers.

## Stagione regolare

### Classifica
|  | Pos. | Squadra            | Pt | G  | V  | S  | N | GF  | GS  | DR   |
|  | ---- | ------------------ | -- | -- | -- | -- | - | --- | --- | ---- |
|  | 1.   | Buffalo Bisons     | 85 | 70 | 39 | 24 | 7 | 283 | 217 | +71  |
|  | 2.   | Hershey Bears      | 78 | 70 | 37 | 29 | 4 | 274 | 243 | +31  |
|  | 3.   | Cleveland Barons   | 76 | 70 | 38 | 32 | 0 | 269 | 227 | +42  |
|  | 4.   | Pittsburgh Hornets | 73 | 70 | 34 | 31 | 5 | 250 | 222 | +28  |
|  | 5.   | Providence Reds    | 56 | 70 | 26 | 40 | 4 | 211 | 276 | -65  |
|  | 6.   | Syracuse Warriors  | 52 | 70 | 24 | 42 | 4 | 215 | 317 | -102 |

Legenda:

      Ammesse ai Playoff
Note:

Due punti a vittoria, un punto a pareggio, zero a sconfitta.

### Statistiche
Classifica marcatori
| Giocatore       | Squadra            | PG | Gol | Assist | Punti |
| --------------- | ------------------ | -- | --- | ------ | ----- |
| George Sullivan | Hershey Bears      | 69 | 30  | 89     | 119   |
| Jack Gordon     | Cleveland Barons   | 70 | 31  | 71     | 102   |
| Don Marshall    | Buffalo Bisons     | 70 | 39  | 57     | 96    |
| Gaye Stewart    | Buffalo Bisons     | 70 | 42  | 53     | 95    |
| Eddie Olson     | Cleveland Barons   | 70 | 40  | 54     | 94    |
| Lorne Ferguson  | Hershey Bears      | 70 | 45  | 42     | 87    |
| Danny Lewicki   | Pittsburgh Hornets | 60 | 36  | 45     | 81    |
| Arnie Kullman   | Hershey Bears      | 69 | 40  | 41     | 81    |
| Dunc Fisher     | Hershey Bears      | 69 | 41  | 39     | 80    |
| Ed Slowinski    | Buffalo Bisons     | 67 | 38  | 41     | 79    |
|                 |                    |    |     |        |       |

Classifica portieri
| Giocatore      | Squadra            | PG | MGS  |  |
| -------------- | ------------------ | -- | ---- |  |
| Jacques Plante | Buffalo Bisons     | 55 | 2.69 |  |
| Gilles Mayer   | Pittsburgh Hornets | 68 | 3.12 |  |
| Emile Francis  | Cleveland Barons   | 65 | 3.14 |  |
| Gordon Henry   | Hershey Bears      | 63 | 3.35 |  |
| Gordie Bell    | Buffalo Bisons     | 49 | 3.59 |  |
|                |                    |    |      |  |

## Playoff
|  | Semifinali | Semifinali         | Semifinali |               |   | Calder Cup       | Calder Cup | Calder Cup |  |
|  |            |                    |            |               |   |                  |            |            |  |
|  | 1          | Buffalo Bisons     | 0          |               |   |                  |            |            |  |
|  | 1          | Buffalo Bisons     | 0          |               |   |                  |            |            |  |
|  | 3          | Cleveland Barons   | 3          |               |   |                  |            |            |  |
|  | 3          | Cleveland Barons   | 3          |               | 3 | Cleveland Barons | 4          |            |  |
|  |            |                    |            |               | 3 | Cleveland Barons | 4          |            |  |
|  |            |                    | 2          | Herhsey Bears | 2 |                  |            |            |  |
|  | 2          | Hershey Bears      | 2          | Herhsey Bears | 2 | 3                |            |            |  |
|  | 2          | Hershey Bears      |            |               |   |                  |            |            |  |
|  | 4          | Pittsburgh Hornets | 2          |               |   |                  |            |            |  |

## Premi AHL
- Calder Cup: Cleveland Barons
- F. G. "Teddy" Oke Trophy: Buffalo Bisons
- Carl Liscombe Trophy: George Sullivan (Hershey Bears)
- Dudley "Red" Garrett Memorial Award: Don Marshall (Buffalo Bisons)
- Harry "Hap" Holmes Memorial Award: Gilles Mayer (Pittsburgh Hornets)
- Les Cunningham Award: George Sullivan (Hershey Bears)

### Vincitori
| Cleveland Barons | Portiere: Emile Francis Difensori: Bob Chrystal, Ott Heller, Gus Karrys, Steve Kraftcheck, Ed Reigle, Fred Shero, Tom Williams Attaccanti: Andy Bathgate, Chuck Blair, Ray Ceresino, Fred Glover, Jack Gordon, Eddie Olson, Tony Poeta, Ray Ross, Cal Stearns, Jack Stoddard, Murray Wilkie Allenatore: Bun Cook |

### AHL All-Star Team
First All-Star Team
- Attaccanti: Gaye Stewart • George Sullivan • Ed Slowinski
- Difensori: Frank Mathers • Frank Eddolls
- Portiere: Gilles Mayer

Second All-Star Team
- Attaccanti: Lorne Ferguson • Danny Lewicki • Dunc Fisher
- Difensori: Fred Shero • Tom Williams
- Portiere: Emile Francis